# ويلهلم فريدريك جورج بين
ويلهلم فريدريك جورج بين (بالألمانية: Wilhelm Behn)‏ هو عالم تشريح وعالم طيور ألماني، ولد في 25 ديسمبر 1808 في كيل في ألمانيا، وتوفي في 14 مايو 1878 في درسدن في ألمانيا.